# 26 августа
26 августа — 238-й день года (239-й в високосные годы) по григорианскому календарю.
До конца года остаётся 127 дней.
До 15 октября 1582 года — 26 августа по юлианскому календарю, с 15 октября 1582 года — 26 августа по григорианскому календарю.
В XX и XXI веках соответствует 13 августа по юлианскому календарю.

## Праздники и памятные дни
См. также: Категория:Праздники 26 августа

### Национальные
- Республика Абхазия — День независимости Республики Абхазия.
- Аргентина — День Солидарности (в честь дня рождения Матери Терезы).
- Малайзия — День Независимости.
- Намибия — День героев[англ.]
- Папуа — Новая Гвинея — День Покаяния.
- США — День равенства женщин[англ.]
- Южная Осетия — День Независимости.

### Профессиональные
- Аргентина — День аргентинских актёров.
- Иран — День трудящихся.
- Турция — День вооружённых сил Турции.

### Религиозные
Католическая церковь
- Александр Бергамский, священномученик

 Православие
- Отдание праздника Преображения Господня;
- преставление (662), перенесение мощей преподобного Максима Исповедника;
- обретение мощей блаженного Максима, Христа ради юродивого, Московского чудотворца (ок. 1547);
- преставление (1783), второе обретение мощей (1991) святителя Тихона, епископа Воронежского, Задонского чудотворца;
- память мучеников Ипполита, Иринея, Авундия и мученицы Конкордии, в Риме (258)[4];
- память священномучеников Иоанна Шишева, Иоасафа Панова и Константина Попова, пресвитеров (1918);
- память священномучеников Серафима (Звездинского), епископа Дмитровского, Николая Орлова, Иакова Архипова, пресвитеров и Алексия Введенского, диакона (1937);
- память мученика Василия Александрина (1942);
- Собор Валаамских святых (переходящее празднование в 2018 г.);
- Собор Кемеровских святых (переходящее празднование в 2018 г.);
- празднования в честь икон Божией Матери:
  - Минская (1500);
  - «Страстная» (1641);
  - «Умягчение злых сердец» (Семистрельная) (1830).

### Именины[5]

#### Мужские
- Авундий — мученик Авундий Римский;
- Алексий — священномученик Алексий (Введенский);
- Василий — мученик Василий (Александрии);
- Иаков — священномученик Иаков (Архипов);
- Иоанн — священномученик Иоанн (Шишев);
- Иоасаф — священномученик Иоасаф (Панов);
- Ипполит — мученик Ипполит Римский;
- Ириней — мученик Ириней Римский;
- Константин — священномученик Константин (Попов);
- Максим:
  - преподобный Максим Исповедник (преставление, перенесение мощей);
  - блаженный Максим Московский;
- Николай — священномученик Николай (Орлов);
- Парамон — преподобный Парамон;
- Серафим — священномученик Серафим (Звездинский), епископ Дмитровский;
- Серид — преподобный Серид;
- Тихон — святитель Тихон Задонский (преставление, второе обретение мощей)

#### Женские
- Евдокия — Евдокия Константинопольская;
- Конкордия — мученица Конкордия Римская;
- Ксения — преподобная Ксения.

## События
См. также: Категория:События 26 августа

### До XVIII века
- 55 до н. э. — первое вторжение Юлия Цезаря в Британию.
- 1071 — битва при Манцикерте: победа турок-сельджуков над Византией.
- 1346 — битва при Креси: английские войска короля Эдуарда III разгромили французскую армию короля Филиппа VI. При этом армия Эдуарда III впервые в Европе использует пушки, мечущие круглые ядра.
- 1382 — Тохтамыш захватил Москву.
- 1498 — 23-летний Микеланджело получил заказ на создание скульптурной группы для собора святого Петра в Риме. «Пьета», или «Оплакивание Христа».
- 1542 — по Нюрнбергскому договору Лотарингия получила независимость от Германии.
- 1545 — сын папы римского Павла III Пьетро Фарнезе основал герцогство Парма.
- 1641 — Западно-Индийская компания захватила Луанду (Ангола).

### XVIII век
- 1723 — в Петергофе пущен комплекс фонтанов.
- 1728 — мореплаватель Витус Беринг открыл пролив между Азией и Америкой, получивший название Берингов пролив.
- 1735 — русская армия впервые в истории вышла к Рейну.
- 1743 — в Англии опубликованы первые в мире правила[6] соревнований по боксу, разработанные британским боксёром Джеком Броутоном[7].
- 1768 — начало 1-го кругосветного плавания английского мореплавателя Джеймса Кука.
- 1770 — в «Трудах Вольного экономического общества» появилась первая научная статья на тему картофеля «Примечания о картофеле». Впервые название «картофель» ввёл в русскую речь учёный-агроном А. Т. Болотов, который первым в России приступил к выращиванию культуры на огороде (а не на клумбах), положив тем самым начало массовому распространению на Руси «второго хлеба». В 1840 году Правительство предприняло меры по внедрению культуры выращивания картофеля, что встретило сильное сопротивление крестьян («картофельные бунты» в 1842-м).
- 1778 — первое восхождение на гору Триглав, высочайшую гору Словении.
- 1789 — во Франции принята Декларация прав человека и гражданина, документ, заложивший основы буржуазного права в Европе.
- 1791 — американец Джон Фитч (John Fitch) запатентовал пароход (за 20 лет до Роберта Фултона), продемонстрированный ещё четырьмя годами ранее.

### XIX век
- 1801 — Филипп Лебон патентует двухтактный двигатель внутреннего сгорания.
- 1810 — Русско-турецкая война (1806—1812): Батинская битва в Болгарии, близ устья реки Янтры.
- 1813 — сражение на реке Кацбах в Силезии и первый день Дрезденского сражения в Саксонии.
- 1833 — члены экспедиции Джона Росса обнаружены на острове Баффинова Земля (арктическая Канада) после того, как три года прожили среди местных племён.
- 1858 — отправлена первая новость телеграфом.
- 1866 — принятие Шамилем присяги на верноподданство России.
- 1877 — российским войсками одержана победа на Шипке.
- 1883 — сильнейшее извержение вулкана Кракатау в Индонезии покрыло пеплом площадь свыше 800 тыс. км² и вызвало цунами, от которого на островах Ява и Суматра погибло около 36 тыс. человек.
- 1884 — американец Оттмар Мергенталер (Ottmar Mergenthaler) запатентовал линотип.
- 1895 — на Ниагарском водопаде открыта гидроэлектростанция.

### XX век
- 1903 — палеонтолог Отто Хаузер обнаруживает прекрасно сохранившийся скелет кроманьонца.
- 1907 — в аквапарке Сан-Франциско закованный в цепи и брошенный в воду иллюзионист Гарри Гудини всплыл на поверхность через 57 секунд.
- 1914 — Первая мировая война: в битве при Танненберге войска Германской империи разгромили российские войска.
- 1918 — в России большевиками национализированы театры.
- 1920 — Декретом ВЦИК и Совнаркома РСФСР образована Киргизская АССР; с 1925 года это Казакская АССР, с 1936-го — союзная Казахская ССР, ныне — независимая Республика Казахстан.
- 1925 — Шарль Анри заявляет, что с помощью рентгена удалось заснять «признаки души» человека.
- 1927 — Владимир Маяковский из Ялты сообщил телеграфом в Москву название законченной им поэмы «Хорошо!».
- 1928 — Мэй Доногхью пила имбирное пиво в кафе города Пейсли, Шотландия, когда обнаружила в банке улитку. Она подала гражданский иск на производителей, который перерос в одно из знаменитейших дел в истории английского Общего права, известное как дело «Доногхью против Стивенсона».
- 1939 — правительство Югославии предоставило автономию Хорватии (см. Соглашение Цветковича — Мачека).
- 1944 — Вторая мировая война: Шарль де Голль вступает в Париж.
- 1946 — ЦК ВКП(б) принял постановление «О репертуаре драматических театров и мерах по его улучшению».
- 1947 — командование США в Италии сняло запрет на свадьбы американских солдат с итальянскими девушками.
- 1952 — впервые вводится фторирование водопроводной воды.
- 1957 — ТАСС сообщило об успешном испытании межконтинентальной баллистической ракеты.
- 1972 — В Мюнхене открылись XX летние Олимпийские игры. Спортивные состязания омрачил террористический акт против израильских спортсменов.
- 1973 — Университет штата Техас в Арлингтоне стал первым ВУЗом, включившим в свою программу курс изучения танца живота.
- 1976 — Раймон Барр становится премьер-министром Франции.
- 1978
  - Папой римским избран венецианский кардинал Альбино Лучани.
  - Зигмунд Йен становится первым восточногерманским космонавтом на борту корабля «Союз-31» и вообще первым немцем в космосе.
- 1980 — Джон Бирджес (John Birges) заложил бомбу в отеле «Harvey’s Resort», Невада, США.
- 1982 — в Аргентине снят запрет на деятельность политических партий.
- 1991 — пятый день после путча. Началась внеочередная сессия парламента СССР. Приостановлена деятельность КПСС на всей территории страны. Арестован бывший председатель Верховного Совета СССР Анатолий Лукьянов. С балкона своей квартиры выбросился управляющий делами ЦК КПСС Николай Кручина.
- 1999 — Майкл Джонсон побивает мировой рекорд по бегу на 400 метров с результатом 43.18 секунды.

### XXI век
- 2002
  - Парламент Грузии вечером принял предложение президенту объявить о выходе Грузии из состава СНГ и полном выводе российских военных баз и миротворческих сил с грузинской территории — так грузинские депутаты отреагировали на бомбардировки приграничных территорий.
  - В Йоханнесбурге (ЮАР) открыт Саммит Земли.
- 2008 — после крайнего обострения грузино-южноосетинских и грузино-российских отношений, при активном участии России в войне, начавшейся в ночь с 7 на 8 августа, Президент России Д. А. Медведев подписал указ о признании независимости Абхазии и Южной Осетии.
- 2009 — запущен самый высокогорный газопровод «Дзуарикау — Цхинвал».
- 2021 — в Байзакском районе Жамбылской области Казахстана произошёл взрыв на военном складе с боеприпасами. Погибло 13 человек.

## Родились
См. также: Категория:Родившиеся 26 августа

### До XVIII века
- 865 — Разес (ум. 925), персидский алхимик, врач и философ.

### XVIII век
- 1728 — Иоганн Генрих Ламберт (ум. 1777), немецкий астроном, математик, физик, философ, автор математической теории картографических проекций.
- 1740 — Жозеф Мишель Монгольфье (ум. 1810), французский изобретатель, один из создателей воздушного шара, пригодного для воздухоплавания.
- 1743 — Антуан Лавуазье (ум. 1794), французский учёный, основоположник современной химии.

### XIX век
- 1802 — Людвиг Шванталер (ум. 1848), баварский немецкий скульптор.
- 1819 — Альберт Саксен-Кобург-Готский (ум. 1861), супруг британской королевы Виктории, родоначальник Виндзорской династии.
- 1821 — Эмиль-Луи Бюрнуф[англ.] (ум. 1907), французский востоковед и расолог.
- 1847 — Ипполит Прянишников (ум. 1921), русский певец, режиссёр, антрепренёр.
- 1850 — Шарль Рише (ум. 1935), французский физиолог, иммунолог, нобелевский лауреат по физиологии и медицине (1913).
- 1861 — Блаженный Сеферино (ум. 1936), покровитель цыган в католичестве.
- 1864 — Анна Елизарова-Ульянова (ум. 1935), русская революционерка, советский государственный и партийный деятель, старшая сестра В. И. Ленина.
- 1873 — Ли Де Форест (ум. 1961), американский изобретатель, прозванный «отцом радио», создатель триода (аудиона).
- 1875 — Джон Бакен (ум. 1940), английский писатель и государственный деятель.
- 1880 — Гийом Аполлинер (наст. имя Вильгельм Альберт Владимир Александр Аполлинарий Вонж-Костровицкий; ум. 1918), французский поэт итальянско-польского происхождения. Автор термина «сюрреализм».
- 1882 — Джеймс Франк (ум. 1964), немецкий физик, лауреат Нобелевской премии (1925).
- 1895 — Ежи Курилович (ум. 1978), польский лингвист.
- 1899
  - Вера Немчинова (ум. 1984), русская, французская и американская балерина, балетный педагог.
  - Руфино Тамайо (ум. 1991), мексиканский художник сапотекского происхождения.

### XX век
- 1904 — Кристофер Ишервуд (ум. 1986), англо-американский писатель.
- 1906 — Альберт Сэйбин (ум. 1993), американский врач польского происхождения, микробиолог и вирусолог, создатель живой вакцины против полиомиелита.
- 1910 — Мать Тереза (наст. имя Агнес Гондже Бояджиу; ум. 1997), католическая монахиня албанского происхождения, блаженная (2003), жившая в Индии, гуманитарный деятель, основавшая Орден Милосердия, лауреат Нобелевской премии мира (1979).
- 1913
  - Александр Чаковский (ум. 1994), советский писатель и журналист, в 1962—1988 гг. главный редактор «Литературной газеты».
- 1913 — Борис Пахор (ум. 2022), словенский писатель, представитель словенского меньшинства в Италии.
- 1914 — Хулио Кортасар (ум. 1984), аргентинский писатель и поэт, представитель направления «магический реализм».
- 1915 — Борис Сафонов (погиб в 1942), советский лётчик, дважды Герой Советского Союза.
- 1919 — Юрий Кучиев (ум. 2005), капитан, первым достигший Северного полюса, Герой Социалистического Труда.
- 1921 — Иван Воробьёв (ум. 1991), советский военный лётчик, дважды Герой Советского Союза.
- 1925 — Пётр Тодоровский (ум. 2013), кинорежиссёр, оператор, сценарист, актёр, композитор, народный артист РСФСР.
- 1929 — Евгений Фридман (ум. 2005), советский актёр, кинорежиссёр и сценарист.
- 1932 — Джозеф Энгл (ум. 2024), американский астронавт НАСА.
- 1933 — Григорий Бонгард-Левин (ум. 2008), советский и российский учёный-востоковед, индолог, академик.
- 1937 — Геннадий Янаев (ум. 2010), советский партийный и государственный деятель.
- 1938
  - Джет Блэк (ум. 2022), британский рок-музыкант, ударник группы «The Stranglers».
  - Марчелло Гандини (ум. 2024), итальянский автомобильный дизайнер.
  - Евгений Головин (ум. 2010), русский писатель-мистик, поэт, переводчик, литературовед.
  - Владимир Губарев (ум. 2022), советский и российский писатель-фантаст, журналист.
  - Дальвин Щербаков, актёр театра и кино, заслуженный артист России.
- 1939 — Тодор Колев (ум. 2013), болгарский актёр, педагог, шоумен.
- 1941 — Барбет Шрёдер, французский кинорежиссёр, сценарист, продюсер.
- 1942 — Хуберт Раудашль, австрийский яхтсмен, участник 9 подряд летних Олимпийских игр (1964—1996).
- 1946
  - Александр Минкин, российский журналист, обозреватель «Московского комсомольца» и «Новой газеты».
  - Марк Сноу (имя при рождении  Мартин Фалтерман  ум. 2025), американский композитор, специализирующийся на фильмах и телевидении.
- 1947
  - Ян Арлазоров (ум. 2009), театральный актёр и эстрадный артист, заслуженный артист России.
  - Александр Кальянов (ум. 2020), российский певец, композитор, актёр.
- 1948 — Магда Вашариова, словацкая актриса театра и кино, политический деятель.
- 1953 — Эдвард Ловасса (ум. 2024), танзанийский политический и государственный деятель, премьер-министр Танзании (2005 — 2008).
- 1957 — Доктор Албан (наст. имя Албан Узома Нвапа), шведский певец, рэп-исполнитель нигерийского происхождения.
- 1960 — Брэнфорд Марсалис, американский джазовый саксофонист, композитор, бэнд-лидер.
- 1966 — Ширли Мэнсон, шотландская рок-певица и актриса, вокалистка группы «Garbage».
- 1967 — Олег Тактаров, российский и американский спортсмен, актёр, телеведущий, общественный деятель.
- 1969 — Эдриан Янг, американский рок-музыкант, ударник группы «No Doubt».
- 1970 — Мелисса Маккарти, американская актриса, сценарист, продюсер.
- 1973 — Валерий Волков, российский самбист.
- 1976
  - Земфира, российская певица, автор и исполнительница собственных песен.
  - Амайя Монтеро, испанская певица, бывшая вокалистка группы «La Oreja de Van Gogh».
- 1977 — Акош Верецкеи, венгерский гребец на байдарках, двукратный олимпийский чемпион.
- 1980
  - Маколей Калкин, американский актёр («Один дома», «Богатенький Ричи» и др.), музыкант.
  - Крис Пайн, американский актёр («Звёздный путь»).
- 1982 — Анна Шорина, российская спортсменка, двукратная олимпийская чемпионка по синхронному плаванию.
- 1983 — Магнус Моан, норвежский двоеборец, олимпийский чемпион (2014) и чемпион мира.
- 1987 — Ксения Сухинова, российская модель, Мисс Россия 2007, Мисс Мира 2008.
- 1989 — Джеймс Харден, американский баскетболист, олимпийский чемпион (2012), чемпион мира (2014).
- 1991 — Джессика Диггинс, американская лыжница, олимпийская чемпионка (2018), чемпионка мира.
- 1998 — Чон Соён, южнокорейская певица и лидер группы (G)I-DLE.

## Скончались
См. также: Категория:Умершие 26 августа

### До XIX века
- 1399 — Михаил Александрович (р. 1333), великий князь Тверской (1382—1399).
- 1486 — Эрнст (р. 1441), курфюрст Саксонии (с 1464), старший сын курфюрста Фридриха II Кроткого.
- 1500 — Филипп I (р. 1449), основатель линии графов Ганау-Мюнценберг (с 1458).
- 1706 — Михаэль Вильманн (р. 1630), немецкий живописец стиля барокко.
- 1723 — Антони ван Левенгук (р. 1632), нидерландский натуралист, основоположник научной микроскопии.
- 1785 — Джордж Джермейн (р. 1716), британский госсекретарь по делам колоний
- 1795 — Алессандро Калиостро (наст. имя Джузеппе Бальсамо; р. 1743), итальянский астролог, мистик, авантюрист.

### XIX век
- 1816 — Шарль Юбер Милльвуа (р. 1782), французский поэт.
- 1850 — Луи-Филипп I (р. 1773), король Франции (1830—1848).
- 1867 — Фридрих Густав Клемм (р. 1802), немецкий историк, этнограф и антрополог.
- 1884 — Антонио Гутьеррес (р. 1813), испанский писатель, чьё произведение стало основой оперы Дж. Верди «Трубадур».
- 1895 — Иоганн Фридрих Мишер (р. 1844), швейцарский физиолог, биолог и гистолог, открывший нуклеиновые кислоты — ДНК и РНК.

### XX век
- 1910 — Уильям Джеймс (р. 1842), американский философ и психолог.
- 1915 — убит Даниэл Варужан (р. 1884), армянский поэт.
- 1921 — Николай Гумилёв (р. 1886), русский писатель, переводчик и литературный критик.
- 1930 — Лон Чейни (при рожд. Леонидас Фрэнк Чейни; р. 1883), американский киноактёр, режиссёр, сценарист.
- 1933
  - Николай Ашмарин (р. 1870), российский языковед, тюрколог.
  - София Парнок (р. 1885), русская поэтесса, переводчица, литературный критик.
- 1935 — Джон Уиллис (р. 1873), предприниматель, пионер американской автомобильной промышленности.
- 1938 — расстреляна Софья Соколовская (р. 1894), российская революционерка, подпольщица, директор «Мосфильма».
- 1950 — покончил с собой Чезаре Павезе (р. 1908), итальянский писатель и переводчик.
- 1958 — Георгий Иванов (р. 1894), русский поэт, прозаик, публицист и переводчик, эмигрант.
- 1961 — Хампе Фаустман (наст. имя Эрик Стеллан Катам; р. 1919), шведский кинорежиссёр, актёр и сценарист.
- 1962 — Серафим Аникеев (р. 1904), артист оперетты, народный артист РСФСР.
- 1964 — Николай Валентинов (при рожд. Вольский; р. 1879), русский публицист, философ, экономист.
- 1972 — Фрэнсис Чичестер (р. 1901), англичанин, совершивший в 1966—1967 гг. первое кругосветное путешествие на одиночной яхте.
- 1973 — Жак Липшиц (р. 1891), французский и американский скульптор еврейского происхождения.
- 1974
  - князь Юнио Валерио Боргезе (р. 1906), итальянский военный и политический деятель.
  - Чарльз Линдберг (р. 1902), американский лётчик, ставший первым, кто перелетел Атлантический океан в одиночку.
- 1976
  - Иван Алексенко (р. 1904), советский инженер-конструктор, танкостроитель.
  - Юрий Смолич (р. 1900), украинский советский писатель, журналист, театральный критик.
- 1979 — Мика Тойми Валтари (р. 1908), финский писатель.
- 1980 — Джимми Форрест[англ.] (р. 1920), американский джазовый музыкант, тенор-саксофонист.
- 1982 — Анна Герман (р. 1936), советская и польская певица немецкого происхождения.
- 1987 — Георг Виттиг (р. 1897), немецкий химик-органик, лауреат Нобелевской премии (1979).
- 1989 — Ирвинг Стоун (р. 1903), американский писатель, драматург и сценарист.
- 1994
  - Владимир Бурич (р. 1932), русский советский поэт, переводчик, стиховед.
  - Вернер Клемке (р. 1917), немецкий художник, мастер книжной и журнальной графики.
- 1995 — Джон Браннер (р. 1934), английский писатель-фантаст.
- 1998 — Фредерик Райнес (р. 1918), американский физик, лауреат Нобелевской премии (1995).

### XXI век
- 2001 — Глеб Максимов (р. 1926), советский инженер-конструктор, один из создателей первого искусственного спутника Земли.
- 2004 — Лора Брэниген (р. 1952), американская поп-певица и актриса.
- 2013 — Арлен Кашкуревич (р. 1929), советский и белорусский художник-график, народный художник Беларуси.
- 2017 — Тоуб Хупер (р. 1943), американский кинорежиссёр, сценарист, продюсер.
- 2020 — Джеральд Пол Карр (р. 1932), астронавт НАСА, командир экипажа «Скайлэб-4».
- 2023 — Глеб Панфилов (р. 1934), кинорежиссёр и сценарист, народный артист РСФСР.
- 2024 — Свен-Ёран Эрикссон (р. 1948), шведский футбольный тренер.

## Приметы
В этот день прибирались в сараях и погребах, чтобы к зимним хранилищам не привились осенние гнили. Коли грибовно, так и хлебовно.